# The Intrigue
The Intrigue er en amerikansk stumfilm fra 1916 af Frank Lloyd.

## Medvirkende
- Lenore Ulric som Sonia Varnli.
- Cecil Van Auker som Guy Longstreet.
- Howard Davies som Baron Rogniat.
- Florence Vidor som Sonia.
- Paul Weigel.